# Comuna de Jasienica
Jasienica (polaco: Gmina Jasienica) é uma gminy (comuna) na Polónia, na voivodia de Silésia e no condado de Bielski. A sede do condado é a cidade de Jasienica.
De acordo com os censos de 2006, a comuna tem 20 648 habitantes, com uma densidade 225,4 hab/km².

## Área
Estende-se por uma área de 91,714 km², incluindo:
- área agricola: 60,41%
- área florestal: 16%

## Demografia
|                      | Total   | Total | Mulheres | Mulheres | Homens  | Homens |
| -------------------- | ------- | ----- | -------- | -------- | ------- | ------ |
|                      | pessoas | %     | pessoas  | %        | pessoas | %      |
| População            | 20 648  | 100   | 10 513   | 50,92    | 10 135  | 49,08  |
| Densidade (pop./km²) | 225,4   | 100   | 115      | 115      | 110,4   | 110,4  |

De acordo com dados de 2005, o rendimento médio per capita ascendia a 1768,82 zł.